# Benjamin Huggel
Benjamin Huggel (født 7. juli 1977 i Dornach) er en tidligere schweizisk fodboldspiller, der spillede som defensiv midtbanespiller.
Med Basel har Huggel vundet hele fem schweiziske mesterskaber, og har desuden fire gange været med til at triumfere i landets pokalturnering. Han nåede igennem karrieren at spille for FC Basel og Eintracht Frankfurt. Han spillede i alt hele 297 for FC Basel i hjemmelandet.

## Landshold
Huggel nåede i sin tid som landsholdsspiller (2003-2010) at spille 41 kampe og score ét mål for det schweiziske landshold, som han debuterede for i august 2003 i et opgør mod Frankrig. Han var en del af den schweiziske trup til EM i 2004, EM i 2008 og VM i 2010.

## Træner karriere
I slutningen af 2011-sæsonen 2012 blev Huggel pensioneret fra professionelt fodbold og siden den 1. juli 2012, har han været assistent træner for FC Basels U21 hold.

## Titler
Schweiziske Liga
- 2002, 2004, 2005, 2008 og 2010 med FC Basel

Schweiziske pokalturnering
- 2002, 2003, 2008 og 2010 med FC Basel